# Eugoides kolbei
Eugoides kolbei là một loài bọ cánh cứng trong họ Cerambycidae.